# Dreisilbler
Der Dreisilb(l)er ist in der Verslehre bei silbenzählendem Versprinzip ein Versmaß bzw. Vers mit drei Silben. Gelegentlich, vor allem im Kontext antiker Dichtung, wird auch die Bezeichnung Trisyllabus verwendet.